# Selles-Saint-Denis
Selles-Saint-Denis è un comune francese di 1 256 abitanti situato nel dipartimento del Loir-et-Cher nella regione del Centro-Valle della Loira.

## Società

### Evoluzione demografica
Abitanti censiti